# Mecyna subsequalis
Mecyna subsequalis és una espècie d'arna de la família dels cràmbids. Es troba a Bulgària, Grècia, Rússia i Síria.